# 고소영
고소영(1972년 10월 6일 ~ )은 대한민국의 배우이다.
고소영은 1남 1녀 중 둘째로 서울특별시 서초구 서초동에서 태어났다. 1992년 KBS 특채 탤런트로 선발되어 드라마 《내일은 사랑》으로 데뷔하였다.
2009년 11월 5일 배우 장동건과 연인관계임을 공식발표하였고, 이듬해인 2010년 5월 2일 신라호텔에서 결혼식을 올렸다. 같은해 10월 4일 아들 장준혁(원래 이름 장민준에서 개명)을 출산하였고, 2014년 2월 25일 딸 장윤설을 출산하였다. 2007년 이후에는 연기활동을 중단하였고, 2013년 자신의 이름을 딴 브랜드 《KOSOYOUNG》을 런칭해 디자이너로서 활동 영역을 넓혔다.

## 학력
- 서울서초초등학교 (졸업)
- 서운중학교 (졸업)
- 과천여자고등학교 (졸업)
- 중앙대학교 연극학 (학사)
- 고려대학교 컴퓨터정보학 (석사)

## 출연 작품

### 드라마/시트콤
| 연도 | 방송사 | 제목            | 역할            | 비고 |
| ---- | ------ | --------------- | --------------- | ---- |
| 1992 | KBS2   | 내일은 사랑     | 유현경          |      |
| 1993 | MBC    | 엄마의 바다     | 경서            |      |
| 1994 | MBC    | 아들의 여자     | 최수정          |      |
| 1995 | MBC    | 숙희            | 김숙희(큰 숙희) |      |
| 1996 | MBC    | 별              | 장혜미          |      |
| 1996 | SBS    | 행복의 시작     | 신나라          |      |
| 1997 | MBC    | 남자 셋 여자 셋 |                 |      |
| 1997 | SBS    | 여자            | 민지수          |      |
| 1998 | KBS2   | 맨발의 청춘     | 기혜준          |      |
| 1998 | MBC    | 추억            | 김주희          |      |
| 2007 | SBS    | 푸른 물고기     | 정은수          |      |
| 2017 | KBS2   | 완벽한 아내     | 심재복          |      |

### 영화
- 1994년 《구미호》 ... 하라 역
- 1997년 《할렐루야》 ... (우정출연)
- 1997년 《비트》 ... 로미 역
- 1998년 《키스할까요?》 ... 주희 역(특별출연)
- 1998년 《해가 서쪽에서 뜬다면》 ... 탑배우 남현주/유하린 역
- 1999년 《연풍연가》 ... 관광가이드 영서 역
- 1999년 《러브》 ... 미국 입양아 출신 제니 역
- 2000년 《공동경비구역 JSA》 ... 남성식의 지갑 사진 속 여성(특별출연)
- 2001년 《하루》 ... 진원 역
- 2003년 《이중간첩》 ... 윤수미 역
- 2006년 《아파트》 ... 오세진 역
- 2007년 《언니가 간다》 ... 나정주 역

### 방송
진행
- 1997년 ~ 1998년 KBS2 《슈퍼선데이》
- 1998년 ~ 1999년 MBC 《일요일 일요일밤에》
- 1999년 MBC 《올스타 최강전》
- 2009년 올'리브 《리빙뷰티 - 고소영, 립스팁으로 세상을 구하다》
- 2011년 스토리온 《고소영의 행복한 파티》

게스트 출연
- 1993년 MBC 《도전 추리특급》
- 1993년 MBC 《일요일 일요일밤에 - 남과 여 명작속의 사랑이야기》
- 1993년 KBS2 《달려라 고고 - 표지모델》
- 1993년 MBC 《TV청년내각》
- 1994년 KBS2 《톱스타 인생극장 - 가수 김현철편》
- 1994년 MBC 《지금은 특집 방송중》
- 1994년 MBC 《토요일 토요일은 즐거워 - 초대손님》
- 1994년 MBC 《노래로 여는 세상》
- 1994년 MBC 《이벤트 만남 - 고민클리닉》
- 1995년 MBC 《주병진 나이트쇼》
- 1997년 SBS 《이홍렬쇼 - 쿠킹토크 참참참》
- 1997년 MBC 《이문세의 라이브》
- 1997년 MBC 《잠못 이루는 밤에》
- 1998년 MBC 《스타가요대전》
- 1998년 SBS 《김혜수의 플러스 유 - 초대손님》
- 1998년 KBS2 《서세원의 화요스페셜》
- 1998년 MBC 《박상원의 아름다운 TV얼굴》
- 1998년 SBS 《김혜수의 플러스 유 - 토크 쉐이크》
- 1998년 KBS2 《슈퍼선데이 - 98 돌아보지마Ⅱ》
- 1998년 KBS2 《서세원쇼 - 아름다운 연인》
- 1999년 SBS 《김혜수의 플러스 유 - 초대손님》
- 1999년 MBC 《토요일 토요일은 즐거워 - 아이러브스타》
- 2001년 KBS2 《이소라의 프로포즈》
- 2012년 SBS 《힐링캠프, 기쁘지 아니한가》

### 라디오
- 1995년 MBC FM 《고소영의 FM데이트》 - 진행

## 광고
| 기업명                     | 브랜드명(종류)            | 기업명                      | 브랜드명(종류)            |
| -------------------------- | ------------------------- | --------------------------- | ------------------------- |
| 캐나다 SPA 브랜드 조프레시 | 조프레시                  |                             |                           |
| 네슈라화장품               | 네슈라오뜨리              |                             |                           |
| 신세계백화점               | 한불화장품                | 이윰에어인팩트              |                           |
| 빙그레                     | 맛보면                    | 에스아이가구                | 삼익악기 삼익피아노       |
| 오리온                     | 리얼 브라우니             | 아모레퍼시픽                | 려 한방샹푸               |
| 금호석유화학               | 휴그린                    | LG생활건강                  | 리엔 한방샴푸             |
| LG전자                     | 트롬 6모션                | 아모레퍼시픽                | 아이오페                  |
| LG전자                     | 트롬 스타일러             | CJ제일제당                  | 행복한 콩                 |
| 디올                       | 디올 어딕트 울트라 글로스 | 덴마크 쥬얼리 브랜드 판도라 | 판도라                    |
| 세종텔레콤                 | 국제전화 00365            | 남양유업                    | 앳홈 주스                 |
| LG생활건강                 | 더 페이스샵               | 현대건설                    | 힐스테이트                |
| 코웨이                     | 쿠첸 전기밥솥             | 롯데칠성음료                | 오늘의차                  |
| 도시바 코리아              | 도시바 노트북             | LG생활건강                  | 라끄베르 화장품           |
| 하이트진로                 | 하이트 맥주               | 애경그룹                    | 케라시스 샴푸             |
| LG전자                     | 트롬                      | CJ라이온                    | 식물나라 enjoy a rice day |
| 동서식품                   | 맥심 커피                 | 신영와코루                  | 비너스                    |
| 로레알 파리                | 로레알                    | 지오다노                    | 지오다노 의류             |
| 삼성카드                   | 삼성카드                  | 롯데하이마트                | 하이마트                  |
| (주)SK에너지               | SK에너지 기업PR           | SK에너지                    | 엔크린보너스카드          |
| TS해마로                   | 파파이스 케이준 너겟      | 웅진식품                    | 아침햇살                  |
| 한불화장품                 | 바센                      | LG생활건강                  | 마이빈                    |
| 애경그룹                   | 폰즈훼이셜폼              | KT                          | PCS016                    |
| LG생활건강                 | 더블리치                  | 현대약품                    | 미에로 화이바             |
| 동부대우전자               | 탱크 냉장고               | LG생활건강                  | 무스레이                  |
| 롯데칠성                   | 가나초콜릿드링크          | 해태제과                    | 다키스크런치              |
| 서울우유                   | 리이브                    | 롯데제과                    | 엑센트콘                  |

## 경력
- 2002년 제38회 대종상영화제 홍보대사
- 2012년 CJ오쇼핑 트렌드사업부문 크리에이티브 디렉터

## 수상 및 후보
| 연도 | 시상식                         | 부문                  | 작품        | 결과 |
| ---- | ------------------------------ | --------------------- | ----------- | ---- |
| 1993 | MBC 연기대상                   | 여자신인상            | 엄마의 바다 | 수상 |
| 1994 | 제30회 백상예술대상            | TV부문 여자신인연기상 | 엄마의 바다 | 수상 |
| 1995 | 서울치과의사회 건치연예인 선정 | 빈칸                  | 빈칸        | 수상 |
| 1996 | 모델라인 올해의 베스트드레서상 | 영화배우부분          | 빈칸        | 수상 |
| 2000 | 모범납세 연예인 대통령표창     | 빈칸                  | 빈칸        | 수상 |
| 2000 | 제36회 백상예술대상            | 영화부문 인기상       | 러브        | 수상 |
| 2000 | 제20회 청룡영화상              | 여우주연상            | 러브        | 후보 |
| 2001 | 제38회 대종상                  | 여우주연상            | 하루        | 수상 |
| 2011 | 제4회 스타일 아이콘 어워즈     | 본상                  | 빈칸        | 수상 |